# Zaßnitz
Zaßnitz ist ein Ortsteil der Großen Kreisstadt Rochlitz im sächsischen Landkreis Mittelsachsen. Der Ort wurde am 1. Juli 1950 nach Steudten eingemeindet. Bei der Eingemeindung der Gemeinde Steudten in die Großgemeinde Seelitz wurde Zaßnitz nach Rochlitz umgegliedert.

## Geografie

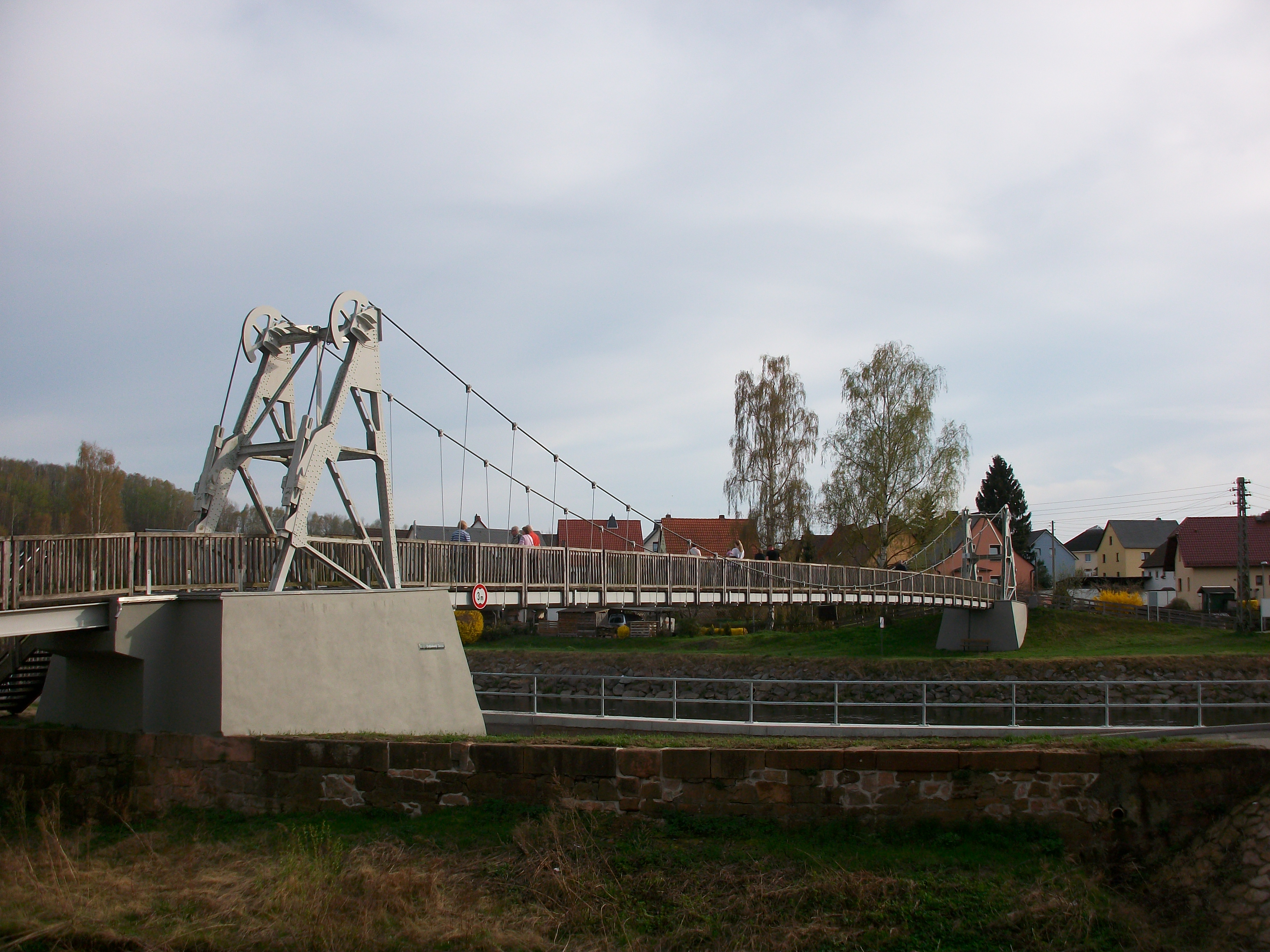
Fußgängerbrücke Rochlitz–Zaßnitz

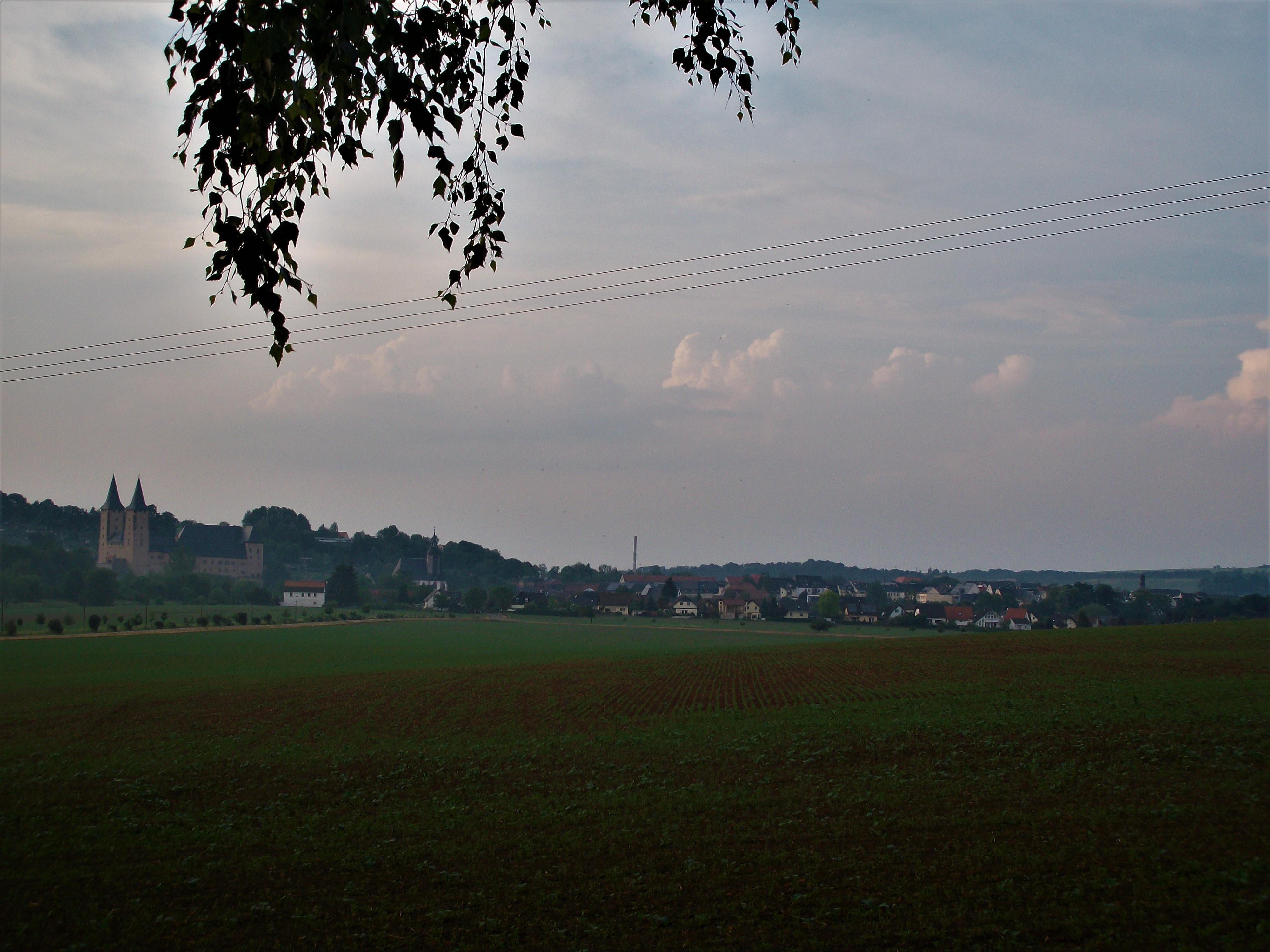
Blick auf Zaßnitz und Rochlitz von Biesern aus

### Geografische Lage
Zaßnitz liegt unmittelbar südlich der Rochlitzer Altstadt in einem Flussbogen am Südufer der Zwickauer Mulde. Dadurch ist der Ort im Westen, Norden und Osten von dem Fluss umgeben. Das Ensemble von Schloss Rochlitz mit der Schlossmühle und der St. Petrikirche am Nordufer ist von Zaßnitz aus über eine markante Hängebrücke (Zaßnitzer Steg) erreichbar. Direkt daneben überquert das Eisenbahnviadukt der stillgelegten Bahnstrecke Glauchau–Wurzen (Muldentalbahn) die Zwickauer Mulde. Über eine Straßenbrücke sind Zaßnitz und Rochlitz über die Bundesstraße 107 östlich von Zaßnitz verbunden. Die einzige weitere Zufahrt zum Ort besteht aus südlicher Richtung von Biesern aus. Südwestlich von Zaßnitz befindet sich der Rochlitzer Berg.

### Nachbarorte
|          | Rochlitz                                    |          |
| Rochlitz | Kompassrose, die auf Nachbargemeinden zeigt | Rochlitz |
|          | Biesern                                     |          |

## Geschichte

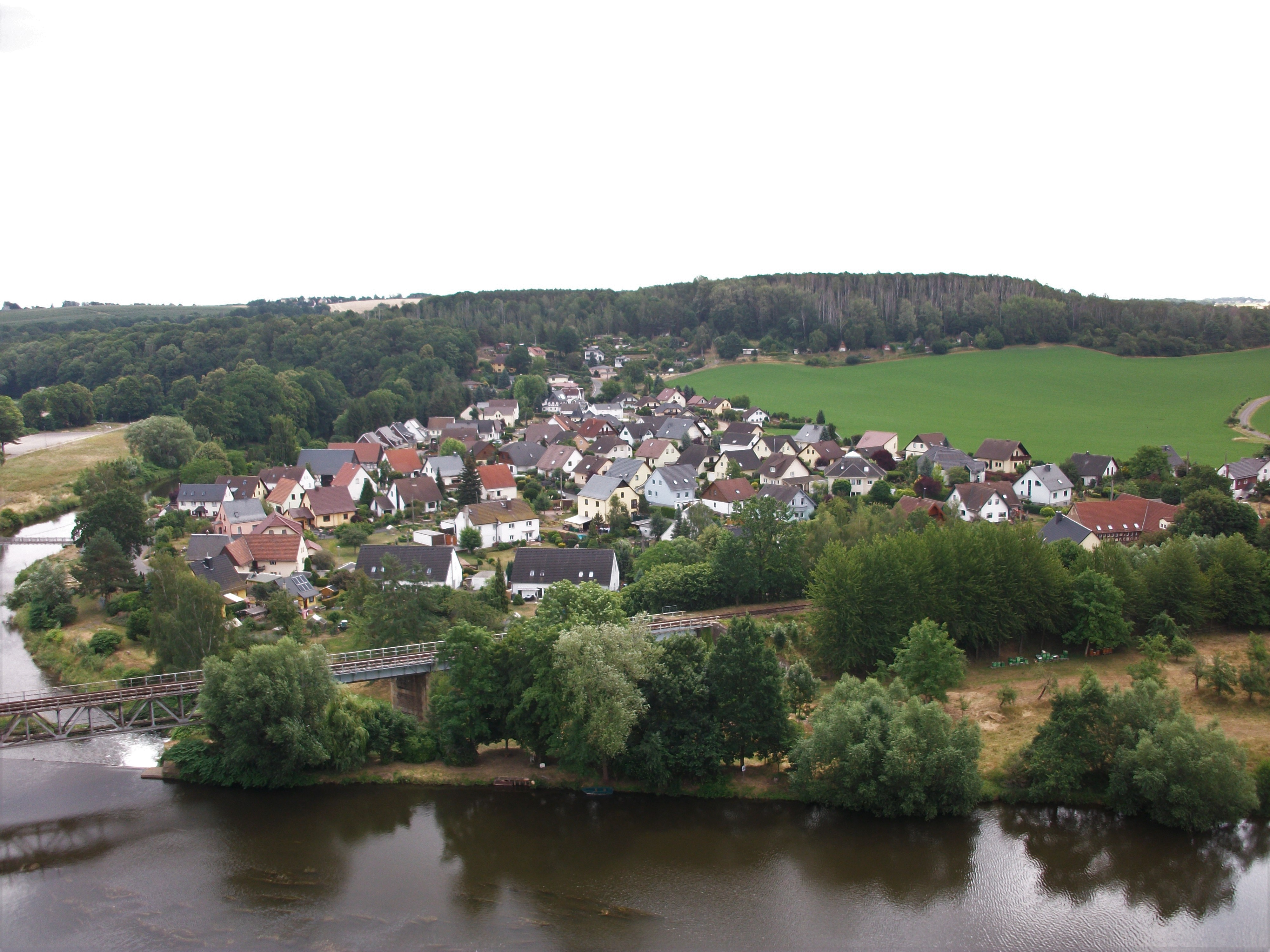
Blick auf Zaßnitz vom Schloss Rochlitz aus

Zaßnitz wurde im Jahr 1350 unter Nennung des Herrensitzes der Herren „Dithericus de Schaznicz“ und „Ticzman de Zcasnicz“ erwähnt. Dieser Herrensitz wurde im Jahr 1445 als Vorwerk und Rittersitz bezeichnet. Um 1520 war nur noch von einem Vorwerk die Rede. Bezüglich der Grundherrschaft gehörte das am gegenüberliegenden Ufer des im 10. Jahrhundert als Reichsburg erbauten Schlosses Rochlitz befindliche Ort bis 1856 als Amtsdorf zum kursächsischen bzw. königlich-sächsischen Amt Rochlitz. Kirchlich ist der Ort seit jeher nach Rochlitz gepfarrt. Bei den im 19. Jahrhundert im Königreich Sachsen durchgeführten Verwaltungsreformen wurden die Ämter aufgelöst. Dadurch kam Zaßnitz im Jahr 1856 unter die Verwaltung des Gerichtsamts Rochlitz und 1875 an die neu gegründete Amtshauptmannschaft Rochlitz. Seit der Eröffnung des Abschnitts Penig–Rochlitz am 29. Mai 1876 führte die Bahnstrecke Glauchau–Wurzen (Muldentalbahn) durch Zaßnitz und über das große, markante Viadukt über die Zwickauer Mulde weiter nach Rochlitz.
Am 1. Juli 1950 wurde Zaßnitz nach Steudten eingemeindet. Durch die zweite Kreisreform in der DDR im Jahr 1952 wurde Zaßnitz als Ortsteil der Gemeinde Steudten dem Kreis Rochlitz im Bezirk Chemnitz (1953 in Bezirk Karl-Marx-Stadt umbenannt) angegliedert, der ab 1990 als sächsischer Landkreis Rochlitz fortgeführt wurde und 1994 im neu gebildeten Landkreis Mittweida und 2008 im Landkreis Mittelsachsen aufging. Bei der Eingemeindung der Gemeinde Steudten nach Seelitz wurde Zaßnitz am 1. Januar 1994 nach Rochlitz umgegliedert. Am 9. Juni 2001 verkehrten aufgrund des schlechten Zustands des Oberbaus der Muldentalbahn die letzten Züge zwischen Rochlitz und Wechselburg. Seit 2010 führt der Verein Sächsischer Eisenbahnfreunde e. V. (VSE, Sitz Schwarzenberg im Erzgebirge) an Wochenenden regelmäßigen Tourismusverkehr mit dem sog. Schienentrabi durch.

## Sehenswürdigkeiten
- Hängebrücke über die Zwickauer Mulde (Zaßnitzer Steg)
- Eisenbahnviadukt der Bahnstrecke Glauchau–Wurzen (Muldentalbahn), an ausgewählten Tagen Fahrbetrieb der Schienentrabis des Vereins Sächsischer Eisenbahnfreunde e. V.[6]
- Rochlitzer Berg südwestlich des Orts